# Juana Muller
Juana Muller (Santiago de Chile, 12 de febrero de 1911-París, 4 de marzo de 1952) fue una escultora de origen chileno perteneciente a la nueva École de Paris.

## Datos biográficos
Juana Muller nació el 12 de febrero de 1911 en Santiago de Chile en una familia emigrada desde Alemania. Tras sus estudios en la escuela de Bellas Artes de Santiago, ella se dedica a la docencia, realizando numerosos viajes por Europa, Alemania, Italia y Grecia. Se instala en 1937 en París, trabajando en el taller de Zadkine en la Académie de la Grande Chaumière y coincidiendo con Brancusi. Sus esculturas evolucionan hacia la no figuración. A partir de 1944 se unió con los escultores Étienne Martin y François Stahly, los pintores Alfred Manessier, Jean Bazaine, Jean Bertholle, Jean Le Moal con el que contraería matrimonio, más tarde Eudaldo, también chileno, Étienne Hajdu y Simone Boisecq. 
Juana Muller expuso en 1947 con Bertholle, Étienne Martin, Véra Pagava y Stahly en la galería Jeanne Bucher, en 1950 en la galería Mai de Marcel Michaud,  con Étienne Martin y Stahly. Participó de 1946 a 1952 en el Salon de Mai y de 1949 a 1952 en el Salon de la Jeune Sculpture.
Murió en 1952, mientras trabajaba con Stephen Martin y Stahly en el proyecto de decoración de la iglesia de Baccarat ,  antes de la finalización de su ejecución.

## Museos
- Museo de Arte e Historia de Meudon

Esculturas 
La terre - Tierra, 1949, bronce, 27,5 x 21 x 17 cm
La terre - Tierra, 1949, bronce, 115 x 88 x 76 cm
Le couple - La pareja, bronce, 22 x 14,5 x 11 cm
Personnage - Personaje , bronce, 21 x 13 x 11,5 cm
L'oiseau -  El ave, de bronce, 19 x 19 x 20 cm
Le totem - El tótem, bronce, 113 x 32,5 x 28,5 cm
Dos estudios de las Estaciones de la Cruz de Baccarat, 1952, bronce, 56 x 25 x 6 cm y 43,5 x 30,5 x 6,5 cm.
- Cabeza - Tête, madera de ébano, cedido por la Colección del Centro Pompidou 17 x 17 x 17. cm.[1]

Obras sobre papel 
Dos estudios de las Estaciones de la Cruz de Baccarat, 1952, 140 y 141 x 40 cm x 41 cm.